# 김탁환의 여러분
〈김탁환의 여러분〉은 대한민국의 방송국인 CBS 표준FM에서 월~토 오후 2시 05분부터 오후 4시까지 방송하는 전방위 시사 토크 프로그램이다. 2013년 4월 1일부터 한달동안 소설가 김탁환이 진행하고
CBS 라디오 봄개편으로 2년만에 폐지되었다.

## 주요 코너
매일 코너
- 삐뽀삐뽀 도와주세요
- 방송을 듣고계신 여러분의 지혜를 구합니다

## 같이 보기
- CBS기독교방송
- CBS 표준FM
- 김현정의 뉴스쇼
- 시사자키 정관용입니다

| CBS 표준FM          |                                       |                             |
| 이전                | 김탁환의 여러분                       | 다음                        |
| 이지민의 뮤직플러스 | 김탁환의 여러분                       | 크리스천 칼럼               |
| 낮 12시 ~ 오후 2시  | 오후 2시 ~ 오후 3시 55분              | 오후 3시 55분 ~ 오후 4시    |
|                     | (30분 수도권 뉴스 / 30분 지역별 뉴스) | (4시, 매 30분 CBS 노컷뉴스) |